# Lista de primeiros-ministros do Iraque
Esta é uma lista de primeiros-ministros do Iraque desde 1920. O primeiro-ministro é o chefe do Poder Executivo do Iraque, exercendo as funções de Chefe de Governo.

## Lista
| Nome                                                      | Nome                                                       | Retrato | Nascimento-Morte | Assumiu o cargo         | Deixou o cargo                           | Partido político                                                          | Chefe de Estado                   |
| --------------------------------------------------------- | ---------------------------------------------------------- | ------- | ---------------- | ----------------------- | ---------------------------------------- | ------------------------------------------------------------------------- | --------------------------------- |
| • Reino do Iraque (Sob o Mandato Britânico) (1920–1932) • |                                                            |         |                  |                         |                                          |                                                                           |                                   |
| 1                                                         | Abd Al-Rahman Al-Gillani عبد الرحمن الكيلاني               |         | 1841–1927        | 11 de novembro de 1920  | 20 de novembro de 1922                   | Independente                                                              | Faisal I                          |
| 2                                                         | Abd al-Muhsin as-Sa'dun عبد المحسن السعدون (1º mandato)    |         | 1879–1929        | 20 de novembro de 1922  | 22 de novembro de 1923                   | Militar                                                                   | Faisal I                          |
| 3                                                         | Jafar al-Askari جعفر العسكري (1º mandato)                  |         | 1887–1936        | 22 de novembro de 1923  | 2 de agosto de 1924                      | Militar                                                                   | Faisal I                          |
| 4                                                         | Yasin al-Hashimi ياسين الهاشمي (1º mandato)                |         | 1894–1937        | 2 de agosto de 1924     | 26 de junho de 1925                      | Militar / Partido Popular                                                 | Faisal I                          |
| 5                                                         | Abd al-Muhsin as-Sa'dun عبد المحسن السعدون (2º mandato)    |         | 1879–1929        | 26 de junho de 1925     | 21 de novembro de 1926                   | Militar / Partido Progressista                                            | Faisal I                          |
| 6                                                         | Jafar al-Askari جعفر العسكري (2º mandato)                  |         | 1887–1936        | 21 de novembro de 1926  | 11 de janeiro de 1928                    | Militar / Partido Aliança                                                 | Faisal I                          |
| 7                                                         | Abd al-Muhsin as-Sa'dun عبد المحسن السعدون (3º mandato)    |         | 1879–1929        | 11 de janeiro de 1928   | 28 de abril de 1929                      | Militar / Partido Progressista                                            | Faisal I                          |
| 8                                                         | Tawfiq al-Suwaidi توفيق السويدي (1º mandato)               |         | 1892–1968        | 28 de abril de 1929     | 19 de setembro de 1929                   | Independente                                                              | Faisal I                          |
| 9                                                         | Abd al-Muhsin as-Sa'dun عبد المحسن السعدون (4º mandato)    |         | 1879–1929        | 19 de setembro de 1929  | 13 de novembro de 1929 (morreu no cargo) | Militar / Partido Progressista                                            | Faisal I                          |
| 10                                                        | Naji al-Suwaidi ناجي السويدي                               |         | 1882–1942        | 18 de novembro de 1929  | 23 de março de 1930                      | Independente                                                              | Faisal I                          |
| 11                                                        | Nuri as-Said نوري السعيد (1º mandato)                      |         | 1888–1958        | 23 de março de 1930     | 3 de novembro de 1932                    | Militar / Partido Aliança                                                 | Faisal I                          |
| • Reino do Iraque (1932–1958) •                           |                                                            |         |                  |                         |                                          |                                                                           |                                   |
| 12                                                        | Naji Shawkat ناجي شوكت                                     |         | 1893–1980        | 3 de novembro de 1932   | 20 de março de 1933                      | Independente                                                              | Faisal I                          |
| 13                                                        | Rashid Ali al-Gaylani رشيد عالي الكيلاني (1º mandato)      |         | 1892–1965        | 20 de março de 1933     | 9 de novembro de 1933                    | Partido da Irmandade Nacional                                             | Faisal I                          |
| 14                                                        | Jamil al-Midfai جميل المدفعي (1º mandato)                  |         | 1890–1958        | 9 de novembro de 1933   | 27 de agosto de 1934                     | Militar                                                                   | Ghazi                             |
| 15                                                        | Ali Jawdat al-Aiyubi علي جودت الأيوبي (1º mandato)         |         | 1886–1969        | 27 de agosto de 1934    | 4 de março de 1935                       | Militar                                                                   | Ghazi                             |
| 16                                                        | Jamil al-Midfai جميل المدفعي (2º mandato)                  |         | 1890–1958        | 4 de março de 1935      | 17 de março de 1935                      | Militar                                                                   | Ghazi                             |
| 17                                                        | Yasin al-Hashimi ياسين الهاشمي (2º mandato)                |         | 1894–1937        | 17 de março de 1935     | 30 de outubro de 1936                    | Militar / Partido da Irmandade Nacional                                   | Ghazi                             |
| 18                                                        | Hikmat Sulayman حكمت سليمان                                |         | 1889–1964        | 30 de outubro de 1936   | 17 de agosto de 1937                     | Partido da Irmandade Nacional                                             | Ghazi                             |
| 19                                                        | Jamil al-Midfai جميل المدفعي (3º mandato)                  |         | 1890–1958        | 17 de agosto de 1937    | 25 de dezembro de 1938                   | Militar                                                                   | Ghazi                             |
| 20                                                        | Nuri as-Said نوري السعيد (2º mandato)                      |         | 1888–1958        | 25 de dezembro de 1938  | 31 de março de 1940                      | Militar / Partido Aliança                                                 | Ghazi                             |
| 21                                                        | Rashid Ali al-Gaylani رشيد عالي الكيلاني (2º mandato)      |         | 1892–1965        | 31 de março de 1940     | 3 de fevereiro de 1941                   | Partido da Irmandade Nacional                                             | Faisal II                         |
| 22                                                        | Taha al-Hashimi طه الهاشمي                                 |         | 1888–1961        | 3 de fevereiro de 1941  | 13 de abril de 1941 (deposto)            | Militar                                                                   | Faisal II                         |
| 23                                                        | Rashid Ali al-Gaylani رشيد عالي الكيلاني (3º mandato)      |         | 1892–1965        | 13 de abril de 1941     | 30 de maio de 1941                       | Partido da Irmandade Nacional                                             | Faisal II                         |
| 24                                                        | Jamil al-Midfai جميل المدفعي (4º mandato)                  |         | 1890–1958        | 4 de junho de 1941      | 10 de outubro de 1941                    | Militar                                                                   | Faisal II                         |
| 25                                                        | Nuri as-Said نوري السعيد (3º mandato)                      |         | 1888–1958        | 10 de outubro de 1941   | 4 de junho de 1944                       | Militar / Partido Aliança                                                 | Faisal II                         |
| 26                                                        | Hamdi al-Pachachi حمدي البجاجي                             |         | 1886–1948        | 4 de junho de 1944      | 23 de fevereiro de 1946                  | Independente                                                              | Faisal II                         |
| 27                                                        | Tawfiq al-Suwaidi توفيق السويدي (2º mandato)               |         | 1892–1968        | 23 de fevereiro de 1946 | 1 de junho de 1946                       | Partido Liberal                                                           | Faisal II                         |
| 28                                                        | Arshad al-Umari إرشاد العمري (1º mandato)                  |         | 1888–1978        | 1 de junho de 1946      | 21 de novembro de 1946                   | Independente                                                              | Faisal II                         |
| 29                                                        | Nuri as-Said نوري السعيد (4º mandato)                      |         | 1888–1958        | 21 de novembro de 1946  | 29 de março de 1947                      | Militar / Partido da União Constitucional                                 | Faisal II                         |
| 30                                                        | Sayyid Salih Jabr سيد صالح جبر                             |         | 1860–1949        | 29 de março de 1947     | 29 de janeiro de 1948                    | Partido Socialista da Nação                                               | Faisal II                         |
| 31                                                        | Sayyid Muhammad as-Sadr سيد محمد الصدر                     |         | 1882–1956        | 29 de janeiro de 1948   | 26 de junho de 1948                      | Independente                                                              | Faisal II                         |
| 32                                                        | Muzahim al-Pachachi مزاجم البجاجي                          |         | 1890–1982        | 26 de junho de 1948     | 6 de janeiro de 1949                     | Independente                                                              | Faisal II                         |
| 33                                                        | Nuri as-Said نوري السعيد (5º mandato)                      |         | 1888–1958        | 6 de janeiro de 1949    | 10 de dezembro de 1949                   | Militar / Partido da União Constitucional                                 | Faisal II                         |
| 34                                                        | Ali Jawdat al-Aiyubi علي جودت الأيوبي (2º mandato)         |         | 1886–1969        | 10 de dezembro de 1949  | 5 de fevereiro de 1950                   | Militar                                                                   | Faisal II                         |
| 35                                                        | Tawfiq al-Suwaidi توفيق السويدي (3º mandato)               |         | 1892–1968        | 5 de fevereiro de 1950  | 15 de setembro de 1950                   | Independente                                                              | Faisal II                         |
| 36                                                        | Nuri as-Said نوري السعيد (6º mandato)                      |         | 1888–1958        | 15 de setembro de 1950  | 12 de julho de 1952                      | Militar / Partido da União Constitucional                                 | Faisal II                         |
| 37                                                        | Mustafa Mahmud al-Umari مصطفى محمود العمري                 |         | 1898–1979        | 12 de julho de 1952     | 23 de novembro de 1952                   | Independente                                                              | Faisal II                         |
| 38                                                        | Nureddin Mahmud نور الدين محمود                            |         | 1901–1978        | 23 de novembro de 1952  | 29 de janeiro de 1953                    | Militar                                                                   | Faisal II                         |
| 39                                                        | Jamil al-Midfai جميل المدفعي (5º mandato)                  |         | 1890–1958        | 29 de janeiro de 1953   | 17 de setembro de 1953                   | Militar                                                                   | Faisal II                         |
| 40                                                        | Muhammad Fadhel al-Jamali محمد فضل الجمالي                 |         | 1903–1997        | 17 de setembro de 1953  | 29 de abril de 1954                      | Independente                                                              | Faisal II                         |
| 41                                                        | Arshad al-Umari إرشاد العمري (2º mandato)                  |         | 1888–1978        | 29 de abril de 1954     | 4 de agosto de 1954                      | Independente                                                              | Faisal II                         |
| 42                                                        | Nuri as-Said نوري السعيد (7º mandato)                      |         | 1888–1958        | 4 de agosto de 1954     | 20 de junho de 1957                      | Militar / Partido da União Constitucional                                 | Faisal II                         |
| 43                                                        | Ali Jawdat al-Aiyubi علي جودت الأيوبي (3º mandato)         |         | 1886–1969        | 20 de junho de 1957     | 15 de dezembro der 1957                  | Militar / Frente Unida Nacional                                           | Faisal II                         |
| 44                                                        | Abdul-Wahab Mirjan عبد الوهاب مرجان                        |         | 1909–1964        | 15 de dezembro de 1957  | 3 de março de 1958                       | Independente                                                              | Faisal II                         |
| 45                                                        | Nuri as-Said نوري السعيد (8º mandato)                      |         | 1888–1958        | 3 de março de 1958      | 18 de maio de 1958                       | Militar / Partido da União Constitucional                                 | Faisal II                         |
| 46                                                        | Ahmad Mukhtar Baban أحمد مختار بابان                       |         | 1900–1976        | 18 de maio de 1958      | 14 de julho de 1958 (deposto)            | Independente                                                              | Faisal II                         |
| • República do Iraque (Pré-Partido Ba'ath) (1958–1968) •  |                                                            |         |                  |                         |                                          |                                                                           |                                   |
| 47                                                        | Abd al-Karim Qasim عبد الكريم قاسم                         |         | 1914–1963        | 14 de julho de 1958     | 8 de fevereiro de 1963 (deposto)         | Militar                                                                   | Muhammad Najib ar-Ruba'i          |
| 48                                                        | Ahmed Hassan al-Bakr أحمد حسن البكر (1º mandato)           |         | 1914–1982        | 8 de fevereiro de 1963  | 18 de novembro de 1963 (deposto)         | Militar / Partido Baath                                                   | Abdul Salam Arif                  |
| 49                                                        | Tahir Yahya طاهر يحيى (1º mandato)                         |         | 1915–1986        | 20 de novembro de 1963  | 6 de setembro de 1965                    | Militar / União Socialista Árabe                                          | Abdul Salam Arif                  |
| 50                                                        | Arif Abd ar-Razzaq عارف عبد الرزاق                         |         | 1921–2007        | 6 de setembro de 1965   | 21 de setembro de 1965                   | Militar / União Socialista Árabe                                          | Abdul Salam Arif                  |
| 51                                                        | Abd ar-Rahman al-Bazzaz عبد الرحمن البزاز                  |         | 1913–1973        | 21 de setembro de 1965  | 9 de agosto de 1966                      | União Socialista Árabe                                                    | Abdul Salam Arif                  |
| 52                                                        | Naji Talib ناجي طالب                                       |         | 1917–2012        | 9 de agosto de 1966     | 10 de maio de 1967                       | Militar                                                                   | Abdul Rahman Arif                 |
| 53                                                        | Abdul Rahman Arif عبد الرحمن عارف                          |         | 1916–2007        | 10 de maio de 1967      | 10 de julho de 1967                      | Militar / União Socialista Árabe                                          | Abdul Rahman Arif                 |
| 54                                                        | Tahir Yahya طاهر يحيى (2º mandato)                         |         | 1915–1986        | 10 de julho de 1967     | 17 de julho de 1968 (deposto)            | Militar / União Socialista Árabe                                          | Abdul Rahman Arif                 |
| • República do Iraque (Sob Partido Ba'ath) (1968–2003) •  |                                                            |         |                  |                         |                                          |                                                                           |                                   |
| 55                                                        | Abd ar-Razzaq an-Naif عبد الرزاق النايف                    |         | 1933–1978        | 17 de julho de 1968     | 30 de julho de 1968                      | Militar                                                                   | Ahmed Hassan al-Bakr              |
| 56                                                        | Ahmed Hassan al-Bakr أحمد حسن البكر (2º mandato)           |         | 1914–1982        | 31 de julho de 1968     | 16 de julho de 1979                      | Militar / Partido Baath (Facção Iraquiana) (Frente Nacional Progressista) | Ahmed Hassan al-Bakr              |
| 57                                                        | Saddam Hussein صدام حسين (1º mandato)                      |         | 1937–2006        | 16 de julho de 1979     | 23 de março de 1991                      | Partido Baath (Facção Iraquiana) (Frente Nacional Progressista)           | Saddam Hussein                    |
| 58                                                        | Sa'dun Hammadi سعدون حمادي                                 |         | 1930–2007        | 23 de março de 1991     | 13 de setembro de 1991                   | Partido Baath (Facção Iraquiana) (Frente Nacional Progressista)           | Saddam Hussein                    |
| 59                                                        | Mohammad Hamza al-Zubaidi محمد حمزة الزبيدي                |         | 1938–2005        | 16 de setembro de 1991  | 5 de setembro de 1993                    | Partido Baath (Facção Iraquiana) (Frente Nacional Progressista)           | Saddam Hussein                    |
| 60                                                        | Ahmad Husayn Khudayir as-Samarrai أحمد حسين خضير السامرائي |         | 1941–            | 5 de setembro de 1993   | 29 de maio de 1994                       | Partido Baath (Facção Iraquiana) (Frente Nacional Progressista)           | Saddam Hussein                    |
| 61                                                        | Saddam Hussein صدام حسين (2º mandato)                      |         | 1937–2006        | 29 de maio de 1994      | 9 de abril de 2003 (deposto)             | Partido Baath (Facção Iraquiana) (Frente Nacional Progressista)           | Saddam Hussein                    |
| • Conselho de Governo Iraquiano (2003–2004) •             |                                                            |         |                  |                         |                                          |                                                                           |                                   |
| —                                                         | Mohammad Bahr al-Ulloum محمد بحر العلوم (1st time, acting) |         | 1927–2015        | 13 de julho de 2003     | 31 de julho de 2003                      | Independente                                                              | Autoridade Provisória da Coalizão |
| 62                                                        | Ibrahim al-Jaafari إبراهيم الجعفري (1º mandato)            |         | 1947–            | 1 de agosto de 2003     | 31 de agosto de 2003                     | Partido Islâmico Dawa                                                     | Autoridade Provisória da Coalizão |
| 63                                                        | Ahmed al-Chalabi أحمد جلبي                                 |         | 1944–            | 1 de setembro de 2003   | 30 de setembro de 2003                   | Congresso Nacional Iraquiano                                              | Autoridade Provisória da Coalizão |
| 64                                                        | Ayad Allawi أياد علاوي (1º mandato)                        |         | 1945–            | 1 de outubro de 2003    | 31 de outubro de 2003                    | Acordo Nacional Iraquiano                                                 | Autoridade Provisória da Coalizão |
| 65                                                        | Jalal Talabani جلال طلباني                                 |         | 1933–2017        | 1 de novembro de 2003   | 30 de novembro de 2003                   | União Patriótica do Curdistão                                             | Autoridade Provisória da Coalizão |
| 66                                                        | Abdul Aziz al-Hakim عبد العزيز الحكيم                      |         | 1950–2009        | 1 de dezembro de 2003   | 31 de dezembro de 2003                   | Conselho Supremo para a Revolução Islâmica no Iraque                      | Autoridade Provisória da Coalizão |
| 67                                                        | Adnan al-Pachachi عدنان بجاجي                              |         | 1923–2019        | 1 de janeiro de 2004    | 31 de janeiro de 2004                    | Assembleia dos Democratas Independentes                                   | Autoridade Provisória da Coalizão |
| 68                                                        | Mohsen Abdel Hamid محسن عبد الحميد                         |         | 1937–            | 1 de fevereiro de 2004  | 29 de fevereiro de 2004                  | Partido Islâmico Iraquiano                                                | Autoridade Provisória da Coalizão |
| 69                                                        | Mohammad Bahr al-Ulloum محمد بحر العلوم (2º mandato)       |         | 1927–2015        | 1 de março de 2004      | 31 de março de 2004                      | Independente                                                              | Autoridade Provisória da Coalizão |
| 70                                                        | Massoud Barzani مسعود برزاني                               |         | 1946–            | 1 de abril de 2004      | 30 de abril de 2004                      | Partido Democrático do Curdistão                                          | Autoridade Provisória da Coalizão |
| 71                                                        | Ezzedine Salim عز الدين سليم                               |         | 1943–2004        | 1 de maio de 2004       | 17 de maio de 2004 (morreu no cargo)     | Partido Islâmico Dawa                                                     | Autoridade Provisória da Coalizão |
| 72                                                        | Ghazi Mashal Ajil al-Yawer غازي مشعل عجيل الياور           |         | 1958–            | 17 de maio de 2004      | 1 de junho de 2004                       | Os Iraquianos                                                             | Autoridade Provisória da Coalizão |
| • República do Iraque (2004–Presente) •                   |                                                            |         |                  |                         |                                          |                                                                           |                                   |
| 73                                                        | Ayad Allawi أياد علاوي (2º mandato)                        |         | 1945–            | 1 de junho de 2004      | 3 de maio de 2005                        | Acordo Nacional Iraquiano                                                 |                                   |
| 74                                                        | Ibrahim al-Jaafari إبراهيم الجعفري (2º mandato)            |         | 1947–            | 3 de maio de 2005       | 20 de maio de 2006                       | Partido Islâmico Dawa                                                     | Jalal Talabani                    |
| 75                                                        | Nouri al-Maliki نوري المالكي                               |         | 1950–            | 20 de maio de 2006      | 8 de setembro de 2014                    | Partido Islâmico Dawa                                                     | Jalal Talabani                    |
| 76                                                        | Haider al-Abadi حيدر العبادي                               |         | 1952–            | 8 de setembro de 2014   | 25 de outubro de 2018                    | Partido Islâmico Dawa                                                     | Fuad Masum                        |
| 77                                                        | Adil Abdul-Mahdi حيدر العبادي                              |         | 1942–            | 25 de outubro de 2018   | 7 de maio de 2020                        | Independente                                                              | Barham Salih                      |
| 78                                                        | Mustafa Al-Kadhimi مصطفى الكاظمي                           |         | 1967–            | 7 de maio de 2020       | 28 de outubro de 2022                    | Independente                                                              | Barham Salih                      |
| 79                                                        | Mohammed Shia' Al Sudani محمد شياع السوداني                |         | 1970–            | 28 de outubro de 2022   | presente                                 | Partido Islâmico Dawa                                                     | Abdul Latif Rashid                |